# Перельман, Наум Фроймович
Наум Фроймович Перельман (род. 24 октября 1947) — молдавский советский физик-теоретик, доктор физико-математических наук (1982), профессор.

## Биография
Выпускник физико-математического факультета Кишинёвского университета. Работал в лаборатории физической кинетики Института прикладной физики Академии наук Молдавии. Кандидатскую диссертацию по теме «Многофотонные процессы в системах с водородоподобным спектром» защитил в 1973 году. Диссертацию доктора физико-математических наук по теме «Резонансные многофотонные кинетические процессы и кооперативные явления в сильных электромагнитных полях различного частотного состава» защитил в 1982 году под руководством В. А. Коварского.
Основные научные труды в области квантовой физики, кинетическим процессам в молекулярных и твёрдотельных системах. В 1989 году в ключевой и высокоцитируемой статье «Fractional revivals: universality in the long-term evolution of quantum wave packets beyond the correspondence principle dynamics» (с И. Ш. Авербухом) объяснил влияние ангармоничности на нарушение принципа Эренфеста, открыв возможность промежуточных асимптотик квантовой механики, которые возникают из-за явлений интерференции в многоуровневых системах (Averbukh—Perelman fractional revivals). Автор изобретений.
С начала 1990-х годов — в США. Работал научным сотрудником в техническом центре The BOC Group в Нью-Джерси, до выхода на пенсию преподавал на математическом отделении Ратгерского университета.

## Монографии
- В. А. Коварский, Н. Ф. Перельман, И. Ш. Авербух. Неадиабатические переходы в сильном электромагнитном поле. Кишинёв: Штиинца, 1980. — 174 с.
- В. А. Коварский, Н. Ф. Перельман, И. Ш. Авербух. Многоквантовые процессы. М.: Энергоатомиздат, 1985. — 161 с.